# 格拉马杜电影节
格拉马杜电影节（英語：Gramado Film Festival）是在巴西南里奥格兰德州格拉马杜举行的国际电影节。1973年第一次举行。1992年以来，该电影节的奖项也颁发给巴西之外的拉丁美洲国家。

## 奖项

### 巴西国内
- 最佳影片
- 最佳导演
- 最佳男主角
- 最佳女主角
- 最佳男配角
- 最佳女配角
- 最佳剧本
- 最佳剪辑
- 最佳摄影
- 最佳原创音乐
- 最佳艺术指导
- 陪审团裁决的特殊奖
- 陪审团裁决的最受欢迎奖

### 拉丁美洲
- 最佳影片
- 最佳导演
- 最佳男主角
- 最佳女主角
- 最佳剧本奖
- 评论家奖
- 陪审团裁决的特殊奖
- 陪审团裁决的最受欢迎奖